# 山田正男
山田 正男（やまだ まさお、1913年8月1日 - 1995年）は日本の都市計画家。土木技術者。1930年代から1970年代の30年以上にわたり、東京都の道路計画の策定などに携わった。戦後の首都高速道路・東京外環自動車道の立案・設計に積極的に関与し、一時は「山田天皇」と呼ばれるほどの権勢を誇った。東京都建設局長・東京都首都整備局長・首都高速道路公団理事長などを歴任。
今日の東京の自動車専用道路網構築の立役者とも言え、東京都市計画史上では石川栄耀に次いで重要な人物とみなされている。

## 人物・業績
1937年、東京帝国大学工学部土木工学科を卒業し、4月から内務省都市計画東京地方委員会に勤務した。当時の上司は石川栄耀だった。
当時、山田は将来、東京の交通の主役は鉄道から自動車へと移行し、その結果、都市内交通は爆発し、道路はマヒ状態に陥ると予測していた。1938年、「東京高速度道路網計画」案に策定に参画した。「東京高速度道路網計画」において、山田は4環状7放射の高速道路網を提唱し、その内側の3環状線は今日の内環状線・中央環状線・外郭環状線と極めて似たルートをたどっており、また外側の環状線は今日の国道16号とよく似たルートを通っている。
「東京高速度道路網計画」では高速道路は高架にし、その下に事務所や倉庫、店舗を置くことを構想しているが、これは後に東京高速道路株式会社線の計画へとつながっていく。
1939年には都市計画大阪地方委員会に勤務した。1940年、内務省に国土局が発足し1941年から同省計画課に所属した。1947年に長野県飯田市で発生した飯田大火では市の復興計画に関与した。
1950年には神奈川県都市計画課長を務め、箱根山戦争を裁くことになる。1955年12月、東京都建設局都市計画部長に就任した。1950年代を通して、首都高速道路の設計基準の策定および交通計画の策定と、都市計画の決定に尽力した。理想論を押し通し、最後は不遇のまま去った上司の石川栄耀に学び、道路建設においては現実主義を通した。
1958年、首都高速道路計画が議決され、1959年には1964年のオリンピックが東京で開催されることが決定した。選手が到着する羽田空港から、オリンピック会場の代々木までに至る1号線および4号線を最優先で建設することになったが、この建設を主導した。
なお山田は回顧録で、4車線の高速道路を建設したことについて「もともと戦災復興の都市計画で街路を拡げようとしたが、シャウプ勧告により都市計画道路の幅員を40メートル幅員まで削減させられたため3車線の道路はのせられなかった。」「当時の大蔵省は4車線ですら料金で償還できないとして反対していた」「都市高速道路はランプが近接して交通の織り込みが発生するので交通能率が落ちるため、6車線にしても能力は2分の3倍にはならないので別ルートを造った方がまし。」
という趣旨の言及をしている。
また1957年の都市計画審議会では、初めて外環自動車道の建設の必要性に触れ、これが1964年の外環の都市計画決定の先駆となった。この功績により同年に、日本都市計画学会石川賞（計画設計部門）を受賞した。1967年には新宿駅西口広場の計画で、坂倉準三と受賞した。
1961年、首都高速道路公団副理事に就任した。1971年、首都高速道路公団理事長として退任した。山田の没後、所蔵していた蔵書・資料等は「公益財団法人 東京都都市づくり公社まちづくり支援センター」で「山田文庫」として保管されている。

## 首都高速道路と東京オリンピック
首都高速道路と東京オリンピックについては、下記のエピソードが語られることがある。
「オリンピック開催まで、期間はわずか5年。羽田空港から代々木までの限られた路線とはいえ、その間にビルがひしめく東京で、用地を買収して道路をつくることなどできるはずもない。これは「大パニック」になる。（中略）そのときだった。悩む大崎たちのもとに、一人の男が現れた。都市計画部長の山田正男。とんでもないアイデアを出した。「”空中作戦”はどうか」いままでにある道路の上や、街なかを流れる河川に沿って、その上に高架橋の道路をつくれば、用地買収の手間が一気に省ける。5年間の短い期間でも、渋滞が解消できるという前代未聞の作戦だった。」
しかし、山田自身は　「オリンピックのために道路をつくるとかそんなことは夢にも考えておりません。」「この際年度を一年くりあげるということはあり得るけれども、それはオリンピックのためではなく、当然の事業であると考えてやっております。」と語っている。
また山田の部下だった鈴木信太郎・元東京都技監は「たまたまオリンピックが決定したので、はじめからオリンピックの為であるとは絶対なかったといえる」と語っている。
実際に、「路線の経過地の選定にあたっては市街地の土地利用を考慮し原則として家屋の密集地を避け、つとめて不利用地、治水利水上支障のない河川又は運河を使用する」と決定されたのは、1957年（昭和32年）7月 に 建設省が「東京都市計画都市高速道路に関する基本方針」において定められたものであるし、現在のルートの原型は、1957年（昭和32年）11月に東京都都市計画高速道路調査特別委員会が首都高速道路網計画として策定している。
また、1959年（昭和34年）2月には、日本道路公団が、首都高速道路2号線等の一部である西戸越 - 汐留間を「一般有料道路　東京都市高速道路」として工事着手している。
これらはいずれも、1959年（昭和34年）5月26日の東京オリンピック開催決定より以前の出来事である。
なお、山田の下記の著書には「空中作戦」という言葉は出てこない。
「空中作戦」について触れている図書としては、「東京の都市計画家　高山　英華」東秀紀（鹿島出版会）と、「首都高速の謎」清水草一（扶桑社）があるが、いずれも上記プロジェクトX放送の後の刊行である。

## 著書
- 「東京都市計画高速道路計画」1960年
- 「変革期の都市計画―現代経済社会における土地計画上の諸問題」1974年
- 「時の流れ・都市の流れ」1973年
- 対談集「明日は今日より豊かか　都市よどこへ行く」1980年
- 「東京の都市計画に携わって : 元東京都首都整備局長・山田正男氏に聞く 」東京都新都市建設公社まちづくり支援センター　2001年